# His Birthright
His Birthright je americký dramatický film z roku 1918, který pro společnost Haworth Pictures Corporation režíroval William Worthington. Producentem a představitelem hlavní role byl herec Sessue Hayakawa. Dále si ve filmu zahráli Marin Sais, Howard Davies, Mary Anderson a Hayakawova manželka Tsuru Aoki.

## Děj
Hlavní postavou je Japonec Yukio, jehož otec, námořní důstojník, se po líbánkách nevrátil k jeho matce. Matka spáchá rituální sebevraždu a Yukio, rozhodnutý otce zabít, odcestuje do Ameriky. Pod vlivem německé špionky ukradne Yukio svému otci, nyní již admirálovi, důležitý dokument. Když ho špionka odmítne a Yukio si uvědomí, že klesl na úroveň zloděje, rozhodne se dokument získat zpět. Po zoufalém boji s jejími komplici se mu to podaří a dokument vrátí otci, který s policií dorazí na místo a špiony zatkne. Yukio přizná, že přišel otci vzít život, ale admirál mu vysvětlí, že Yukiovu matku miloval a nevrátil se k ní, protože ji nemohl najít. Yukio, který se konečně ujme svého místa jako syn admirála, se rozhodne vstoupit do americké armády a bojovat v první světové válce, kde jsou Japonsko a Amerika spojenci.

## Obsazení
- Sessue Hayakawa jako Yukio
- Marin Sais jako Edna Kingston
- Howard Davies jako adm. John Milton
- Mary Anderson jako Helen Milton
- Tsuru Aoki jako Saki San
- Sidney De Gray jako James Barnes
- Harry von Meter jako adm. von Krug
- Mayme Kelso jako Mrs. Harland Smith

## Uvedení a přijetí
Krátce po uvedení filmu v New Orleans byl His Birthright 18. září zabaven důstojníky námořní rozvědky v kině Palace. Stalo se tak na základě stížnosti přátel skutečného kontradmirála Johna B. Miltona, který sloužil v neworleanských loděnicích. Ti se domnívali, že shoda jmen s filmovou postavou Howarda Daviese vrhá na kontradmirála špatné světlo.
Recenze v magazínu Variety byla převážně pozitivní a chválila herecké výkony i filmové kulisy, avšak dějovou linku, v níž má admirál John Milton poměr s Japonkou, označila za nevkusnou. Recenzent uvedl, že by raději viděl, kdyby šlo o obyčejného amerického občana, který musí „snášet hanbu, že je konfrontován s nemanželským synem.“

## Dochování
Z původních pěti filmových kotoučů se dochovaly pouze tři, které jsou uchovávány v archivu EYE Filmmuseum v Nizozemsku.